# Dąbrowa (Rzeszów)
Pour les articles homonymes, voir Dąbrowa.
Dąbrowa est une localité polonaise de la gmina de Świlcza, située dans le powiat de Rzeszów en voïvodie des Basses-Carpates.